# Diana Ingro
Diana Ingro (26 oktober 1917 – 23 mars 2017), född Susana Unía, var en argentinsk skådespelare. Diana Ingro föddes i Ramos Mejía, en stad i provinsen Buenos Aires. Hon hade två äldre systrar samt en tvillingsyster. Som ung arbetade hon under en tid som lärare, men blev tidigt intresserad av en teater och utbildade sig därför i skådespeleri. Diana Ingro blev känd som "den argentinska Katharine Hepburn" på grund av sitt blonda hår, och La Nación beskrev henne som "ett av de mest framstående namnen under 1930- till 1950-talen", vilket beskrivs som den argentinska filmens guldålder.

## Karriär
Efter att ha inlett sin karriär vid teatern medverkade hon 1944 som statist i filmen Nuestra Natacha (eng. "Our Natacha"). Hon medverkade därefter i Corazón (1947) och Con el sudor de tu frente (eng. "By the Sweat of Your Brow", 1949). Hennes arbete mottogs väl, och 1950 vann hon det argentinska filmkritikerförbundets pris för bästa nykomling. I Alberto D'Aversas film Muerte civil från 1954 fick hon för första gången en huvudroll i en film, och spelade då mot skådespelaren och regissören Armando Bó. Filmen spelades in i den argentinska provinsen Santiago del Estero, där hon kände sig välkommen och sade sig trivas bra. Hon medverkade därefter i flera filmer under en period av nästan femtio år. Hennes sista filmframträdande var i filmen Ángel, la diva y yo, som hade premiär 1999.
Inom teatern spelade hon i pjäser av bland andra Jean Cocteau, Jean Giraudoux och Federico García Lorca, och hon medverkade även i flera TV-serier.
Diana Ingro avled den 23 mars 2017 i Buenos Aires, 99 år gammal. Hon är begravd på Cementerio de la Chacarita i Buenos Aires, den största kyrkogården i Argentina.

## Filmografi i urval
| Originaltitel                 | Engelsk titel                                         | Regissör                | Årtal |
| ----------------------------- | ----------------------------------------------------- | ----------------------- | ----- |
| Nuestra Natacha               | Our Natacha                                           | Julio Saraceni          | 1944  |
| Con el sudor de tu frente     | By the Sweat of Your Brow                             | Román Viñoly Barreto    | 1949  |
| Corrientes, calle de ensueños | Corrientes, Street of Dreams                          | Román Viñoly Barreto    | 1949  |
| Sala de guardia               | Emergency Ward                                        | Tulio Demicheli         | 1952  |
| La pasión desnuda             |                                                       | Luis César Amadori      | 1953  |
| Muerte civil                  |                                                       | Alberto D'Aversa        | 1954  |
| La telaraña                   |                                                       | Kurt Land               | 1954  |
| Tren internacional            |                                                       | Daniel Tinayre          | 1954  |
| Graciela                      | Graciela                                              | Leopoldo Torre Nilsson  | 1956  |
| La Cigarra no es un bicho     | The Cicada Is Not a Bug (UK) The Games Men Play (USA) | Daniel Tinayre          | 1963  |
| Extraña ternura               |                                                       | Daniel Tinayre          | 1964  |
| Papá corazón se quiere casar  |                                                       | Enrique Cahen Salaberry | 1974  |
| Ángel, la diva y yo           |                                                       | Pablo Nisenson          | 1999  |